# Labastide-de-Penne
 Labastide-de-Penne  es una población y comuna francesa, en la región de Mediodía-Pirineos, departamento de Tarn y Garona, en el distrito de Montauban y cantón de Montpezat-de-Quercy.

## Demografía
| 127 | 145 | 140 | 146 | 155 | 143 |
| Para los censos de 1962 a 1999 la población legal corresponde a la población sin duplicidades (Fuente: INSEE [Consultar]) |     |     |     |     |     |